# Naissance en 951
Naissance
- 947
- 948
- 949
- 950
- 951
- 952
- 953
- 954
- 955

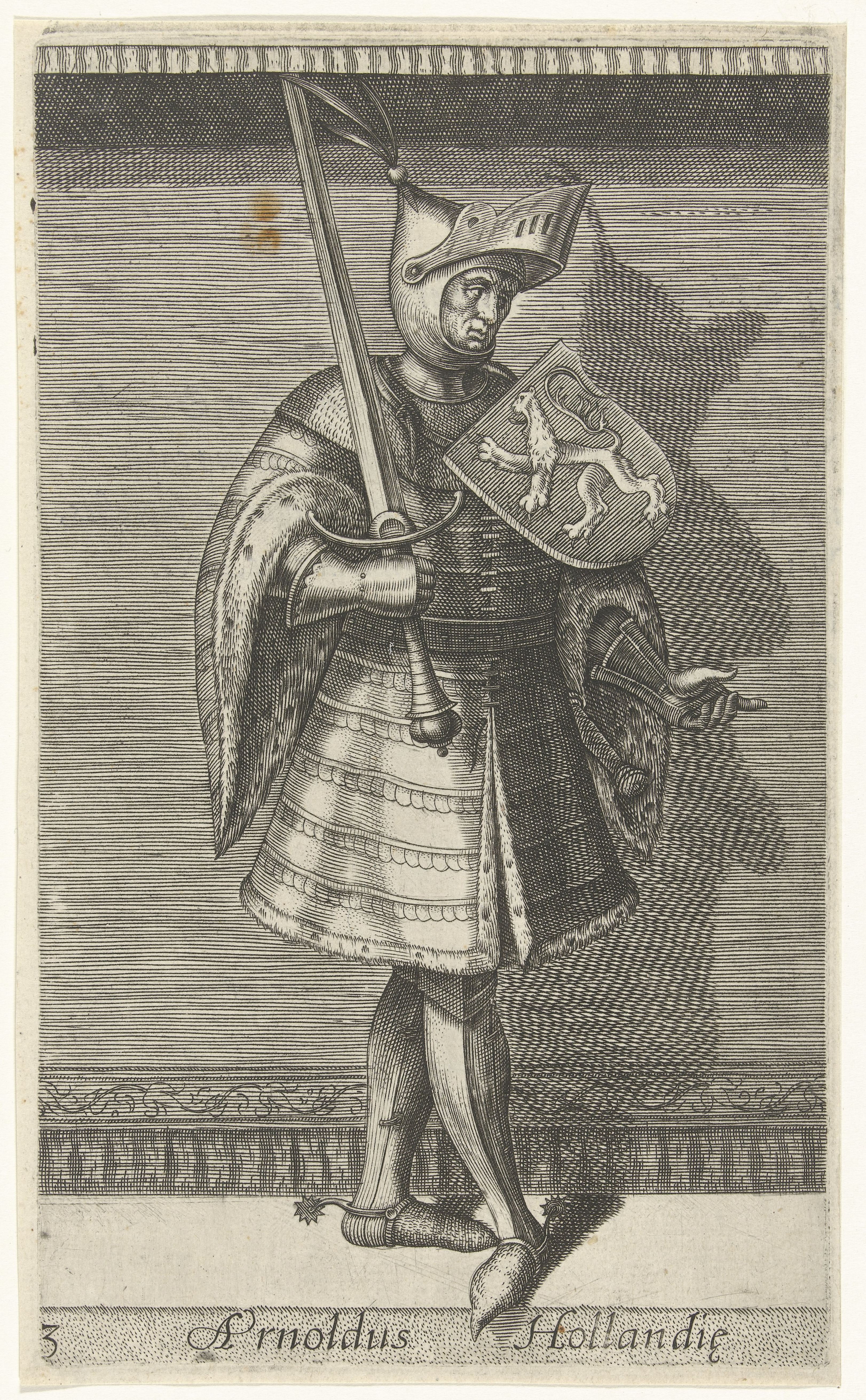
Arnould de Frise occidentale, né vers 951.

Cette page dresse une liste de personnalités nées au cours de l'année 951 :
- Dominique de Sora,  ou San Dominique de Foligno ou encore Saint Domenico de Sora, abbé italien, réformateur de la vie monastique.
- Zhao Dezhao (en), prince impérial de la dynastie Song.
- Sidi Mahrez, saint tunisien.
- Liao Muzong, quatrième empereur de la dynastie Liao.
- Al-Sijzi,  ou Abu Sa'id Ahmed ibn Mohammed ibn Abd al-Jalil al-Sijzi, astronome et mathématicien persan.

date incertaine (vers 951)
- Arnould de Frise occidentale, comte de Frise occidentale.

## Crédit d'auteurs
- Cet article est partiellement ou en totalité issu de l'article intitulé « 951 » (voir la liste des auteurs).